# Bang!... The Greatest Hits of Frankie Goes to Hollywood
Bang!... The Greatest Hits of Frankie Goes to Hollywood – kompilacja zespołu Frankie Goes to Hollywood z 1993.

## Lista utworów
1. „Relax” – 3:55
2. „Two Tribes” – 3:45
3. „War” – 4:14
4. „Ferry Cross the Mersey” – 4:03
5. „Warriors of the Wasteland” – 3:55
6. „For Heaven’s Sake” – 4:27
7. „The World Is My Oyster” – 1:57
8. „Welcome to the Pleasuredome” – 13:39
9. „Watching the Wildlife” – 3:58
10. „Born to Run” – 4:05
11. „Rage Hard” – 5:04
12. „The Power of Love” – 5:28
13. „Bang” – 1:08
14. „Relax” (New York Mix) – 7:27
15. „Two Tribes” (Teckno Prisoner Mix featuring Adamski) – 6:21

Dwie ostatnie ścieżki ukazały się jako bonusy tylko na wersji amerykańskiej.

## Single
- 1993: „Relax”
- 1993: „Welcome to the Pleasuredome”
- 1993: „The Power of Love”
- 1994: „Two Tribes”